# Tasso di attualizzazione
Il tasso di attualizzazione è quel tasso d'interesse da impiegare per trasferire al tempo 0, ossia all'attualità o "ad oggi", un capitale finanziario esigibile ad una certa data futura (o comunque un certo flusso di cassa futuro), in modo che quel capitale attualizzato, cioè esigibile oggi, sia finanziariamente equivalente al capitale esigibile in data futura. La misura di questo tasso è pari al rendimento offerto da attività finanziarie prive di rischio a scadenza non breve. Generalmente vengono impiegati i rendimenti offerti dai Titoli di Stato con scadenze superiori ai tre anni.
Talora, si utilizza il tasso di inflazione, oppure un tasso composto da: interesse risk-free di uno strumento finanziario a rischio zero (i titoli di stato), e un premio di rischio che può essere articolato in: premio di rischio generico, premio di rischio specifico per il tipo investimento, premio specifico per i soggetti che beneficiano del capitale investito.

## Formulazione matematica
Forniamo ora qualche delucidazione matematica per chiarire quanto appena esposto:
sia
{\displaystyle S_{\text{attualizzato}}=\sum \limits _{j=1}^{n}{\frac {S_{j}}{\left(1+i_{A}\right)^{j}}},}
con
- {\displaystyle S_{j}:} valore nominale della singola operazione {\displaystyle j},
- {\displaystyle i_{A}:} tasso di attualizzazione,
- {\displaystyle n:} numero totale delle operazioni;

e sia
{\displaystyle S_{\text{nominale}}=\sum \limits _{j=1}^{n}{S_{j}},}
{\displaystyle \Rightarrow \Delta S\triangleq S_{\text{nominale}}-S_{\text{attualizzato}}}
{\displaystyle \Delta S} risulta essere l'importo degli interessi che è possibile maturare fino all'istante {\displaystyle n}.

## Tasso di rendimento privo di rischio
Si segnala che il tasso di attualizzazione trova utilizzo nella definizione di valore attuale, concetto con il quale si valuta la convenienza di un progetto di investimento.
Il tasso di rendimento privo di rischio (risk-free rate) si riferisce ad un'attività priva di rischio ossia ad un investimento il cui rendimento atteso è caratterizzato da varianza nulla.
Le condizioni che garantiscono che un'attività si possa considerare priva di rischio sono:
- assenza del rischio di insolvenza
- assenza del rischio di reinvestimento
- assenza del rischio di liquidità

Il titolo in grado di soddisfare i tre requisiti sopra enunciati è il titolo di Stato a breve termine (BOT a 6 mesi).
Tuttavia l'utilizzo di un tasso a breve termine può presentare un'incoerenza tra il periodo di riferimento dei flussi di cassa generati dall'investimento e quello del tasso di attualizzazione, infatti il tasso privo di rischio dovrebbe essere relativo allo stesso orizzonte temporale nel quale si valuta l'investimento. Generalmente un investimento si contraddistingue per l'essere una decisione di lungo periodo e pertanto nella pratica è accettato l'approccio di considerare come alternativa al BOT a 6 mesi il rendimento dei titoli di Stato a lungo termine. Ad esempio nel caso di una valutazione di investimento aziendale si ricorrerà al BTP decennale se l'orizzonte di analisi è di 10 anni, trentennale se l'orizzonte è di 30 anni.

## Effetto dell'inflazione
Ricordando che l'inflazione rappresenta la perdita di potere d'acquisto dell'unità monetaria, qualora il flusso di cassa venga stimato in termini reali allora il tasso privo di rischio dovrà essere espresso in termini reali. Pertanto dal rendimento dei titoli di Stato che normalmente è espresso in termini nominali si dovrà sottrarre in prima approssimazione il tasso di inflazione attesa.
Indicato con
{\displaystyle C}: il capitale
{\displaystyle \ i_{r}}: il tasso di interesse reale
{\displaystyle \ i_{n}}: il tasso di interesse nominale
{\displaystyle \ \pi _{e}}:  il tasso di inflazione attesa
è lecito scrivere
{\displaystyle C\cdot \ \left(1+i_{r}\right)=C\cdot \ \left(1+i_{n}\right)\cdot \ \left(1-\pi _{e}\right)}
eliminato il fattore C da ambo i membri ed effettuando i prodotti si ottiene {\displaystyle 1+i_{r}=1-\pi _{e}+i_{n}-i_{n}\cdot \ \pi _{e}} ossia {\displaystyle \ i_{r}=i_{n}-\pi _{e}-i_{n}\cdot \ \pi _{e}}
Essendo {\displaystyle \ i_{n}\gg \ i_{n}\cdot \ \pi _{e}}, l'addendo {\displaystyle \ i_{n}\cdot \ \pi _{e}} in prima approssimazione è trascurabile. Dunque risulta
(*) {\displaystyle \ i_{r}\simeq \ i_{n}-\pi _{e}}
In conclusione sottraendo dal tasso nominale solo il contributo del tasso di inflazione atteso come indicato dalla formula (*), si commetterà un errore {\displaystyle \varepsilon }.
Nel seguito si forniscono alcuni dettagli sugli errori di stima e di calcolo del tasso di attualizzazione reale.
Come è noto, i tassi di interesse sono valori numerici troncati/arrotondati ad una certa cifra decimale oppure sono noti con una data incertezza (si pensi alla varianza dell'inflazione attesa); l'errore nella stima di {\displaystyle i_{r}} nella nostra approssimazione (*) sarà dovuto a due contributi: l'errore di troncamento/arrotondamento {\displaystyle \varepsilon _{1}} e l'errore di approssimazione {\displaystyle \varepsilon _{2}} introdotto nella formula (*) poc'anzi ricavata. Per generalizzare l'analisi introduciamo le seguenti notazioni. Indichiamo con {\displaystyle \ \varepsilon _{n}} la stima dell'errore di arrotondamento nel tasso di interesse  nominale e con {\displaystyle \ \varepsilon _{\pi }} la stima dell'errore di arrotondamento nel tasso di inflazione attesa. Rappresenteremo meglio i valori dei tassi nel seguente modo: {\displaystyle i_{n}} ± {\displaystyle \varepsilon _{n}} e {\displaystyle \pi _{e}} ± {\displaystyle \ \varepsilon _{\pi }}. Se i tassi di partenza sono troncati alla k+1-esima cifra decimale ed arrotondati alla k-esima cifra decimale significa che i tassi di interesse di partenza sono noti con k-2 cifre decimali esatte e scriveremo: {\displaystyle \ i_{n}} ± {\displaystyle 0,5\cdot \ 10^{-k}} e {\displaystyle \ \pi _{e}} ± {\displaystyle 0,5\cdot \ 10^{-k}}. Ricorrendo alla formula generale di propagazione degli errori, si potrà valutare il numero di cifre esatte con cui è conoscibile {\displaystyle \ i_{r}} e quindi in ultima analisi il capitale attualizzato. Va da sé che se il tasso di inflazione atteso viene stimato con un errore {\displaystyle \ \varepsilon _{\pi }} più grande di {\displaystyle \varepsilon _{n}} di fatto sarà inutile la stima di un tasso in forma più accurata dell'altra in quanto la precisione del risultato è determinata dalla grandezza con il più basso numero di cifre esatte. Per completezza si riporta la valutazione degli errori. L'errore risultante dalla formula esatta è dovuto solo alla propagazione degli errori di arrotondamento ed è quantificabile in {\displaystyle \varepsilon _{r}}={\displaystyle {\sqrt {\varepsilon _{n}^{2}+\varepsilon _{\pi }^{2}+\left(-\pi _{e}\cdot \ \varepsilon _{n}\right)^{2}+\left(-i_{n}\cdot \ \varepsilon _{\pi }\right)^{2}}}}, mentre l'errore risultante dalla formula approssimata (*) è quantificabile in {\displaystyle \varepsilon _{r}^{\prime }}={\displaystyle {\sqrt {\varepsilon _{n}^{2}+\varepsilon _{\pi }^{2}+\left(i_{n}\cdot \ \pi _{e}\right)^{2}}}}. Si ipotizzi ora che {\displaystyle \ \varepsilon _{\pi }\gg \ \varepsilon _{n}} cioè {\displaystyle \ \varepsilon _{\pi }} sia più grande di due ordini di grandezza (i.e. più grande di un fattore 100) di {\displaystyle \ \varepsilon _{n}}; in libertà potremmo affermare che {\displaystyle \ \varepsilon _{\pi }} è da considerarsi un infinitesimo di ordine inferiore rispetto a {\displaystyle \ \varepsilon _{n}}. Ragionando ora in termini infinitesimali e tenuto conto che in una somma di infinitesimi prevale l'infinitesimo di ordine inferiore, possiamo trascurare i termini che convergono a zero più velocemente ed ottenere: {\displaystyle \varepsilon _{r}\sim \ \varepsilon _{\pi }} ed {\displaystyle \varepsilon _{r}^{\prime }\sim \ \varepsilon _{\pi }} dove il simbolo {\displaystyle \sim \ } denota la stima asintotica. In ultima analisi risulta che {\displaystyle \varepsilon _{r}^{\prime }\simeq \ \varepsilon _{r}} ovvero i valori del tasso di interesse reale sono conoscibili con pari incertezza: quanto appena descritto giustifica l'ampio ricorso alla formula (*).

## Esempio
Consideriamo a titolo di esempio un tasso di rendimento nominale del Buono del Tesoro pari al 2,735%.  Si supponga poi un'inflazione attesa del 1,2% .
La formula esatta per calcolare il tasso di interesse reale fornisce 0,02735 – 0,012  - 0,02735*0,012= 0,0150218 con un errore associato pari a 0,0005002; scriviamo 0,0150 ± 0,0005 cioè il tasso reale va dal 1,45% al 1,55%. L'equazione approssimata (*), invece, porta a calcolare 0,02735 – 0,012= 0,01535 con un errore associato pari a 0,000598; scriviamo 0,0153 ± 0,0005 cioè il tasso reale approssimato va dal 1,47% al 1,58%. Come si vede l'ordine di grandezza dell'errore nei due casi è uguale a 0,0005 cioè dello 0,05% ad indicazione che il tasso reale è conoscibile con una sola cifra decimale esatta.